# دایسوکه سوزوکی (نوازنده)
دایسوکه سوزوکی (انگلیسی: Daisuke Suzuki؛ زادهٔ ۲۷ اکتبر ۱۹۷۸) موسیقی‌دان اهل ژاپن است. وی از سال ۱۹۹۸ میلادی تاکنون مشغول فعالیت بوده‌است.